# Пасквотенк (округ, Північна Кароліна)
Шаблон:StateAbbr_ 36°16′ пн. ш. 76°16′ зх. д. / 36.26° пн. ш. 76.26° зх. д.
Округ  Пасквотенк (англ. Pasquotank County) — округ (графство) у штаті  Північна Кароліна, США. Ідентифікатор округу 37139.

## Демографія
За даними перепису 
2000 року 
загальне населення округу становило 34897 осіб, зокрема міського населення було 19072, а сільського — 15825.
Серед мешканців округу чоловіків було 16890, а жінок — 18007. В окрузі було 12907 домогосподарств, 9094 родин, які мешкали в 14289 будинках.
Середній розмір родини становив 3,01.
Віковий розподіл населення поданий у таблиці:
| Стать    | До 15 років | 15-21 | 22-29 | 30-39 | 40-49 | 50-65 | 65-85 | Понад 85 |
| -------- | ----------- | ----- | ----- | ----- | ----- | ----- | ----- | -------- |
| Чоловіки | 3676        | 2023  | 1840  | 2514  | 2488  | 2467  | 1739  | 143      |
| Жінки    | 3505        | 2000  | 1691  | 2490  | 2579  | 2713  | 2562  | 467      |

## Суміжні округи
- Кемден — схід
- Перквіманс — південний захід
- Ґейтс — північний захід

## Виноски
1. ↑  U.S. Decennial Census. United States Census Bureau. Процитовано 18 січня 2015.
2. ↑  Historical Census Browser. University of Virginia Library. Архів оригіналу за 11 серпня 2012. Процитовано 18 січня 2015.
3. ↑  Forstall, Richard L., ред. (27 березня 1995). Population of Counties by Decennial Census: 1900 to 1990. United States Census Bureau. Процитовано 18 січня 2015.
4. ↑  Census 2000 PHC-T-4. Ranking Tables for Counties: 1990 and 2000 (PDF). United States Census Bureau. 2 квітня 2001. Процитовано 18 січня 2015.
5. ↑  State & County QuickFacts. United States Census Bureau. Архів оригіналу за 7 червня 2011. Процитовано 29 жовтня 2013.(англ.) Наведено за англійською вікіпедією.
6. ↑  American FactFinder. Бюро перепису населення США. Архів оригіналу за 26 лютого 2012. Процитовано 31 січня 2008.

| США | Це незавершена стаття з географії США. Ви можете допомогти проєкту, виправивши або дописавши її. |